# Drew Nelson
Drew Nelson (Toronto, 11 augustus 1979) is een Canadees acteur en stemacteur.

## Carrière
Nelson begon in 1995 met acteren in de film Die Hard with a Vengeance, waarna hij nog meerdere rollen speelde in films en televisieseries. Hij is onder andere bekend van Girlstuff, Boystuff (2002-2005) en Total Drama Island (2007-2012).

## Filmografie

### Films
Uitgezonderd korte films.
- 2024 Dada - als engineer
- 2023 Burned by Love - als Grant Drysdale
- 2022 Witch Mountain - als Meadows
- 2021 Nightmare Alley - als Humphries
- 2021 A Whirlwind Wedding - als Kyle Billings
- 2021 A Romance Wedding - als Will Mason
- 2020 Kitty Mammas - als Darryl
- 2019 Magical Christmas Shoes - als Mark
- 2019 Jade's Asylum - als Harrison Carter
- 2019 The Narcissist - als Ben Weston
- 2018 Entertaining Christmas - als Steve Ryan
- 2018 Fahrenheit 451 - als barkeeper
- 2018 Knuckleball - als deputy
- 2015 Man Vs. - als Terry Woods
- 2011 Leafie, A Hen into the Wild - als Mi / Blade (stem)
- 2008 Dawgs Playing Poker - als Alex
- 2005 Mind Over Murder - als dr. Michaels
- 2004 My Brother's Keeper - als Lance
- 2002 Conviction - als Billy
- 2002 Recipe for Murder - als fan
- 2002 Two Against Time - als Eddie Bramante
- 2002 The Matthew Shepard Story - als Lance
- 2002 The Red Sneakers - als Jacob
- 2001 681-0638 - als Sterling
- 1995 Die Hard with a Vengeance - als leerling op basisschool

### Televisieseries
Uitgezonderd eenmalige gastrollen.
- 2018-2022 Total Dramarama - als Duncan - 58 afl.
- 2021 Blood and Water: Fire and Ice - als Ben - 7 afl.
- 2020 Total Drama in Escape the Night - als Duncan - 10 afl.
- 2019 When Hope Calls - als Daniel Olsen - 3 afl.
- 2016-2017 The Girlfriend Experience - als Jim Kinsler - 8 afl.
- 2016-2017 People of Earth - als Kurt - 12 afl.
- 2014 The Strain - als Matt Sayles - 6 afl.
- 2013 Total Drama All Stars - als Duncan - 4 afl.
- 2007-2012 Total Drama Island - als Duncan (stem) - 65 afl.
- 2011 XIII: The Series - als Jacob Locke - 2 afl.
- 2011 InSecurity - als agent Tom Daley - 2 afl.
- 2007 Death Note: Desu nôto - als Matt - 2 afl.
- 2002-2005 Girlstuff, Boystuff - als Jason - 34 afl.

- Library of Congress Control Number: no2016035267
- Virtual International Authority File: 5146095192400371203